# John Bright

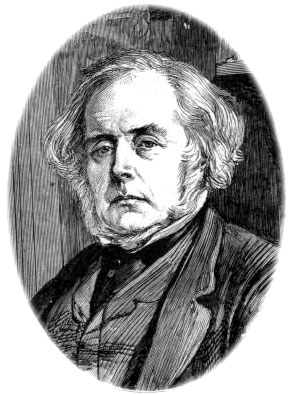
John Bright.

John Bright, född 16 november 1811 i Greenbank vid Rochdale (Lancashire), död den 27 mars 1889 i Rochdale, var en brittisk statsman och politisk talare, bror till Jacob Bright. 
Bright tillhörde en gammal kväkarfamilj och anställdes vid 15 års ålder vid faderns bomullsspinneri. Han var livligt politiskt intresserad och uppträdde vid unga år som nykterhetstalare och ivrare för parlamentsreformen samt emot nonkonformisternas beskattande för statskyrkliga ändamål. Sitt egentliga inträde i det politiska livet gjorde han 1838 under agitationen mot spannmålslagarna och tillhörde styrelsen för Manchester anti-corn-law association, vilken 1839 ombildades till den ryktbara Anti-corn-law league. Med detta förbunds ledare, Richard Cobden, ingick Bright ett på den varmaste personliga vänskap vilande politiskt fostbrödralag, som upplöstes först genom Cobdens död (1865). 
Då Bright var djupt förkrossad över sin unga hustrus död (1841), övertalade honom Cobden att med alla sina krafter ägna sig åt agitationen för spannmålslagarnas avskaffande, och under de följande fem åren stred de båda männen på en mängd folkmöten i alla delar av landet oförtröttat och med växande framgång för detta mål, Cobden med lugna förståndsargument, Bright med den entusiastiska talekonst, som snart gjorde honom ryktbar såsom en av Englands främste politiske vältalare. 
Bright invaldes i juli 1843 i underhuset för Durham och intog genast en bemärkt plats på frihandelssidan, men bibehöll sitt oberoende mot den av whig-aristokratiska synpunkter behärskade liberala partiledningen. Då spannmålslagarna 1846 upphävdes, kunde Bright jämte Cobden göra anspråk på en mycket stor del av segerns ära. I underhuset, där han sedan 1847 jämte Milner Gibson representerade Manchester, uppträdde han de följande åren som en konsekvent förfäktare av Manchesterskolans grundsatser. Som inbiten individualist motsatte han sig lord Shaftesburys förslag till fabrikslagstiftning, mot Macaulay talade han för den elementära folkundervisningens bekostande med frivilliga bidrag utan statsanslag, ivrigt medverkade han till judarnas politiska emancipation och navigationsaktens upphävande, och i toleransens intresse uppträdde han med skärpa mot Russells ultraprotestantiska lagförslag mot den katolska kyrkan. 
Manchestermännens långt drivna noninterventions- och fredspolitik hade i honom en av sina mest övertygade anhängare. Sålunda sökte han 1854 med mycken energi förhindra ett fredsbrott med Ryssland och uppträdde under Krimkriget som skoningslös kritiker av regeringen. Brights tal i underhuset 23 februari 1855 (med dess ryktbara passus: "dödens ängel har svävat över landet" o.s.v.) anses beteckna höjdpunkten av hans politiska vältalighet. Hans ständiga protester mot kriget gjorde honom för en tid så impopulär, att till exempel Manchesters befolkning brände sin representant in effigie. I januari 1856 nödgades Bright till följd av försvagad hälsa för två år uppge all politisk verksamhet och resa utrikes. Under sin bortovaro föll han vid 1857 års val igenom i Manchester, men valdes samma år i Birmingham, vilken valkrets han sedan representerade till sin död. 

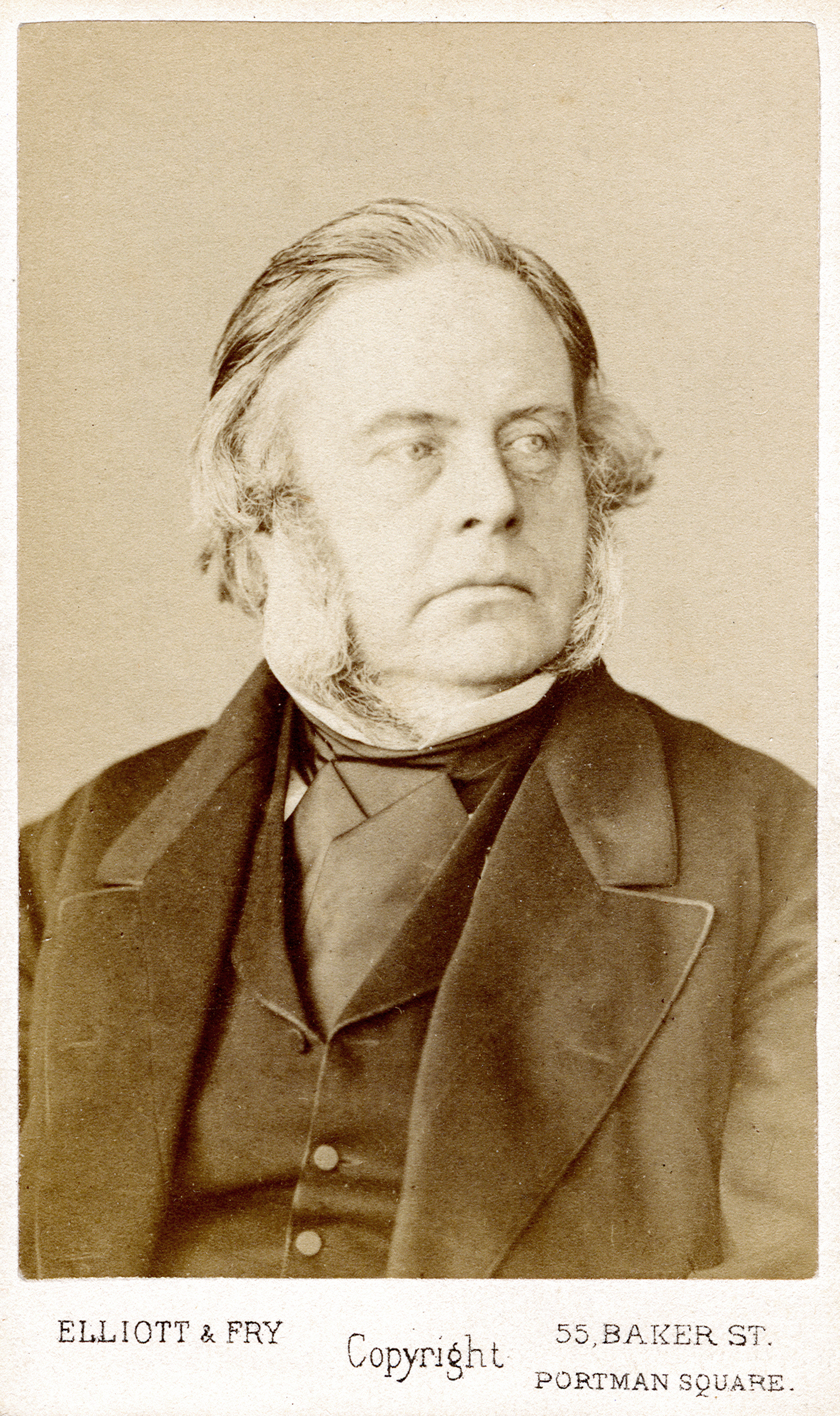
John Bright, Carte de visite

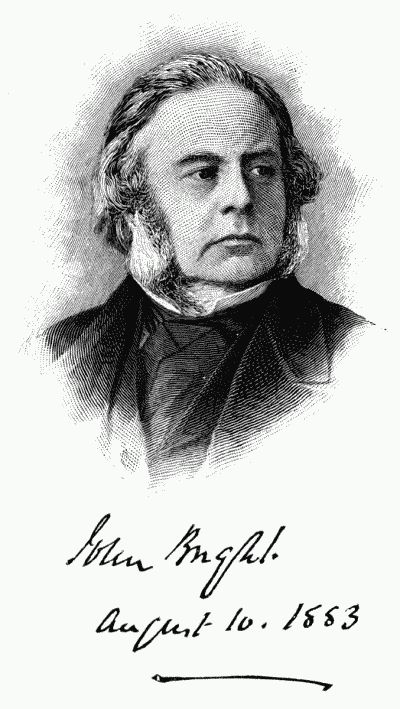
Stålstick

Efter sin hemkomst 1858 ägnade sig Bright först åt frågan om Indiens förvaltning. Hans fabrikantverksamhet hade föranlett honom att låta undersöka utsikterna för indisk bomullsodling, och därunder hade han fått ett starkt intryck av ostindiska kompaniets och hela den indiska förvaltningens brister. Vid den stora omorganisationen efter sepoyupproret uppträdde Bright i parlamentet mot vicekungainstitutionen och för landets indelning i ett flertal av varandra oberoende presidentskap. Varken för Indiens eller för koloniernas betydelse för riket hade Bright någonsin sinne. Hans intressen upptogs uteslutande av inre reformplaner, framför allt genomdrivandet av en demokratisk valreform, som skulle skänka arbetarna och andra politiskt utestängda klasser rösträtt och politiskt inflytande. 
I oktober 1858 inledde han i Birmingham detta nya fälttåg och steg under 1860-talets rösträttsagitation till arbetarmassornas av obegränsad tillit uppburne ledare. Efter den av honom ständigt misstrodde Palmerstons död (1865) närmade sig Bright omsider avgjort det liberala partiet och fann där snart i Gladstone en ledare, med vilken han i det hela kunde samverka. Han understödde dennes och Russells reformbill av 1866 och gisslade obarmhärtigt den omedgörliga whigfraktion ("adullamiterna"), vilken genom sitt avfall vållade förslagets och ministärens fall. Den konservative lord Derbys ämbetstillträde betecknade han som "en krigsförklaring mot arbetarklassen". Det var framför allt den av Bright väckta opinionsstormen för en genomgripande parlamentsreform, som förmådde Benjamin Disraeli att småningom demokratisera toryministärens nya reformbill, så att vid dess slutliga antagande 1867 Brights principer i huvudsak vunnit tillämpning. Förutom av den stora reformagitationen kännetecknas Brights politiska verksamhet under 1860-talet av hans kraftiga uppträdande för nordstaternas sak under det nordamerikanska inbördeskriget samt av hans initiativ, sedan upptaget av Chevalier och Cobden, till den fransk-engelska handelstraktaten. 
Bright inträdde 1868 som handelsminister i Gladstones första kabinett, men måste av hälsoskäl avgå ur ministären 1870 och kunde först 1872, och då med halvt brutna krafter, återinträda i det politiska livet. Från augusti 1873 till den gladstoneska ministärens fall i februari 1874 tillhörde han som kansler för hertigdömet Lancaster ånyo kabinettet. De närmast följande åren höll sig Bright i bakgrunden, men uppträdde under 1877-1878 års ryska krig på folkmöten mot alla interventionsplaner och kritiserade skarpt Disraelis turkvänliga Balkanpolitik. Efter den liberala valsegern 1880 inträdde Bright som kansler för hertigdömet Lancaster i Gladstones andra ministär, men avgick i juli 1882, eftersom han ansåg bombarderingen av Alexandria som "en uppenbar kränkning av såväl internationell som moralisk lag". Han understödde emellertid fortfarande regeringen, ända till dess den irländska frågan vållade en ohjälplig brytning mellan honom och Gladstone. 
Bright hade alltid hyst stark medkänsla med irländarnas betryck och bl.a. 1870 framkastat den fruktbringande tanken att med statshjälp förvandla  arrendatorerna till självägande bönder, men hans starka känsla för laglig ordning stöttes tillbaka av nationalistledarnas upprorstendenser och deras anhängares våldsbragder. Han motsatte sig genast Gladstones home-rule-politik, bidrog genom en rad politiska brev (1886) väsentligen till att uppkalla folkmeningen i England mot densamma och slöt sig till de liberala unionisterna, för att mot Gladstone stödja det konservativa kabinettet Salisbury. Han avled i Rochdale 27 mars 1889. 
Bright var en av den liberala medelklassens personligt och politiskt mest framstående representanter i engelskt samhällsliv. Hans politiska uppfattning kännetecknades av samma begränsning som Manchesterskolans i allmänhet, men hans inre reformpolitik uppbars av en aktningsbjudande moralisk entusiasm, och få män torde ha gjort mer för den engelska arbetarklassens politiska uppfostran. Enligt lord Salisburys vittnesbörd var han "den störste mästare i engelsk vältalighet, som denna generation, och flera generationer, skådat". Statyer av Bright finns i Manchester, Rochdale och Birmingham.